# کلوین پول
کلوین پول (انگلیسی: Kelvin Poole؛ زادهٔ ۲۷ مارس ۱۹۵۸) دوچرخه‌سوار اهل استرالیا است. وی در بازی‌های المپیک تابستانی ۱۹۸۰ شرکت کرده است.